# ЦСКА-Памір

Емблема СКА «Памір»

ЦСКА «Памір» — таджицький професіональний футбольний клуб із міста Душанбе.

## Попередні назви
- 1950: «Більшовик»
- 1951—1955: «Динамо»
- 1956: «Колхозчі»
- 1957: «Урожай»
- 1958—1959: «Хосілот»
- 1960—1969: «Енергетик»
- 1970—1997: «Памір»
- 1997—1998: «СКА ПВО Памір»
- 1999—2007: «СКА-Памір»
- 2007— : ЦСКА «Памір»

## Історія
Команда створена в 1950 році. Починала свої виступи під назвою «Більшовик». У дебютному сезоні команда зайняла останнє місце в турнірній таблиці і була розформована.
Знову почала грати в 1956 році. Аж до 1960 р. команда грала вкрай невдало, займаючи лише останні місця і щороку міняючи назви.
У 1960 році команда змінила назву на «Енергетик», зміцнила склад і потихеньку стала середняком своєї зони у 2-й лізі. У 1964 році через розширення класу «А» командами союзних республік почала виступати в сильнішій лізі. Перші роки клуб виступав невпевнено, але починаючи з середини 60-х зміцнів і грав на рівних з найсильнішими командами ліги. Визнанням успіху стало присвоєння 11 гравцям «Енергетика» звання майстрів спорту СРСР в 1967 році.
У 1969 році команда зайняла 4-те місце у своїй зоні (в 1970 році команда змінила назву на «Памір») і завдяки реформі системи футбольних ліг 1970 року стала грати в Першій лізі, де успішно виступала багато років. З 1973 по 1978 рр. команду очолював Іштван Секеч. З його іменем пов'язане становлення «Паміру». За ці роки, в Першій лізі за «Паміром» закріпилася репутація міцного середняка і старожила ліги.
З 1983 по 1986 рр. команду тренував Юрій Сьомін, який перетворив «Памір» у команду-лідера Першої ліги. У 1986 році його змінив Шаріф Назаров, з ім'ям якого пов'язаний вихід до вищої ліги.
У 1988 році клуб увійшов до еліти радянського футболу — у вищу лігу. У 1989 році в команду на кілька місяців приїхали замбійські футболісти Дербі Макінка, Пірсон Мванза і Віздом Чанса. Це були перші іноземні легіонери в історії елітного дивізіону чемпіонату СРСР з футболу.
У вищій лізі «Памір» виступав до 1991 року, коли проводився в останній раз, 54-й сезон чемпіонату СРСР. Душанбинська команда була найкращим футбольним клубом-представником радянської Середньої Азії у вищій лізі чемпіонату СРСР перед розпадом Радянського Союзу.
У 1992 році клуб планував взяти участь у відкритій першості СНД з футболу, але через численні розбіжності між командами з колишніх союзних республік і, перш за все, московських команд (одна з причин — небажання робити далекі авіаперельоти), чемпіонат так і не стартував.
З квітня 1992 року «Памір» змушений був грати у внутрішньому чемпіонаті Таджикистану серед команд вищої ліги. Перші 3 гри клуб провів у найсильнішому складі, який грав ще в чемпіонаті СРСР. Однак після півфінального кубкового матчу проти ЦСКА, зіграного 19 квітня, частина гравців покинули клуб (вони навіть летіли на матч із командою, маючи квиток тільки в одну сторону). Зокрема, за чотирьох (Ю. Батуренко, Фузайлова, М. Мухамадієва, Постнова) 2 млн рублів заплатив московський «Локомотив». Ще двоє — Андрій Маннаніков і Вазген Манасян — поїхали грати в петербурзький «Зеніт»: перший відразу після гри з ЦСКА, другий — наприкінці квітня.
Навесні 1992 року в Таджикистані радикальні ісламісти розв'язали громадянську війну, яка змусила покинути команду всіх російськомовних футболістів. Проте, в 1992 р. клуб став чемпіоном Таджикистану.
У 1995 році «Памір» востаннє став чемпіоном Таджикистану і після участі в 1996 році в Кубку Співдружності провідні гравці роз'їхалися хто куди. У сезоні 1996, 1997 і 1999 рр. команда не брала участі в чемпіонаті Таджикистану. Клуб був на межі розпаду. У цей момент руку їй протягнуло міністерство оборони країни. Міністр Шерали Хайруллаєв, великий поціновувач футболу, взяв колись імениту команду під свою особисту опіку і не дав їй канути в небуття. «Памір» спершу став СКА ППО «Памір», а з 1998 року — «СКА-Памір». У 2000 і 2002 роках команда займає 4-те місце в чемпіонаті, а 2001 року стає бронзовим призером. У наступні сезони займає 5—8 місця. 2008 року команда знялася з чемпіонату. Деяка стабільність з'явилася лише у 2009 році. Нині час команда має назву ЦСКА «Памір».
У сезоні 2012 року в чемпіонаті Таджикистану ЦСКА «Памір» зайняв 7-ме місце серед 13 команд.
У різні роки вихованці «Паміру» Гулямхайдаров, Ширинбеков, Гесс, Рахімов, Фузайлов, Валерій Саричев, Олег Малюков і багато інших виступали в найкращих московських командах, у збірній СРСР, а також грали в інших російських та європейських командах.

## Стадіон
Довгий час команда проводила домашні матчі на Центральному республіканському стадіоні в Душанбе (раніше арена називалася Республіканський стадіон ім. М. В. Фрунзе, «Памір»).
В останні роки ареною команди став стадіон ЦСКА Міністерства оборони Республіки Таджикистан (екс-«Політехнікум»), місткістю близько 7 тис. місць.

## Досягнення
- Чемпіонат Таджикистану
  -  Чемпіон (2): 1992, 1995
  -  Срібний призер (2): 1993, 1994
  -  Бронзовий призер (1): 2001

- Чемпіонат СРСР
  - 10-те місце (2): 1990, 1991

- Кубок СРСР
  - 1/2 фіналу (1): 1991/92.

## Статистика виступів у національних турнірах
| Сезон | Ліга | Ліга  | Ліга | Ліга | Ліга | Ліга | Ліга | Ліга | Ліга | Кубок Таджикистану | Найкращий бомбардир   | Найкращий бомбардир | Тренер                                       |
| Сезон | Див. | Міс.  | Іг.  | В    | Н    | П    | ЗМ   | ПМ   | О    | Кубок Таджикистану | Ім'я                  | В лізі              | Тренер                                       |
| ----- | ---- | ----- | ---- | ---- | ---- | ---- | ---- | ---- | ---- | ------------------ | --------------------- | ------------------- | -------------------------------------------- |
| 1992  | 1-й  | 1     | 20   | 16   | 1    | 3    | 61   | 15   | 33   | Переможець         | Умід Алідодов         | 11                  | Шаріф Назаров                                |
| 1993  | 1-й  | 2     | 30   | 25   | 2    | 3    | 93   | 21   | 52   |                    |                       |                     | Шаріф Назаров                                |
| 1994  | 1-й  | 2     | 30   | 20   | 5    | 5    | 75   | 28   | 45   |                    |                       |                     |                                              |
| 1995  | 1-й  | 1     | 28   | 22   | 1    | 5    | 81   | 32   | 67   |                    |                       |                     |                                              |
| 1998  | 1st  | 7-ме  | 22   | 7    | 9    | 6    | 31   | 32   | 30   |                    |                       |                     | Дамір Камалетдінов                           |
| 2000  | 1-й  | 4-те  | 34   | 15   | 7    | 12   | 54   | 51   | 52   |                    |                       |                     | Дамір Камалетдінов                           |
| 2001  | 1-й  | 3-тє  | 18   | 9    | 5    | 4    | 29   | 19   | 32   |                    |                       |                     | Дамір Камалетдінов                           |
| 2002  | 1-й  | 4-те  | 22   | 12   | 7    | 3    | 57   | 25   | 43   |                    |                       |                     | Дамір Камалетдінов                           |
| 2003  | 1-й  | 9-те  | 30   | 15   | 3    | 12   | 61   | 41   | 48   |                    |                       |                     | Дамір Камалетдінов                           |
| 2004  | 1-й  | 7-ме  | 36   | 11   | 4    | 21   | 55   | 76   | 37   |                    |                       |                     | Дамір Камалетдінов                           |
| 2005  | 1-й  | 7-ме  | 18   | 5    | 4    | 9    | 30   | 36   | 19   |                    |                       |                     | Дамір Камалетдінов Кенге Хайтов              |
| 2006  | 1-й  | 8-ме  | 22   | 5    | 5    | 12   | 24   | 39   | 20   |                    |                       |                     |                                              |
| 2007  | 1-й  | 7-ме  | 20   | 7    | 1    | 12   | 34   | 44   | 22   |                    |                       |                     |                                              |
| 2008  | 1-й  | 11-те | 40   | 7    | 2    | 31   | 21   | 98   | 23   |                    |                       |                     |                                              |
| 2009  | 1-й  | 8-ме  | 18   | 2    | 2    | 14   | 16   | 42   | 8    | Фіналіст           |                       |                     | Абдугаффор Сатторович Юлдашев                |
| 2010  | 1-й  | 6-те  | 32   | 9    | 10   | 13   | 35   | 51   | 37   |                    |                       |                     |                                              |
| 2011  | 1-й  | 6-те  | 40   | 16   | 4    | 20   | 65   | 69   | 52   |                    |                       |                     | Володимир Уткін                              |
| 2012  | 1-й  | 7-ме  | 24   | 8    | 6    | 10   | 26   | 25   | 30   | 1/4 фіналу         |                       |                     | Алієр Ашурмамадов                            |
| 2013  | 1-й  | 9-те  | 18   | 2    | 5    | 11   | 10   | 26   | 11   |                    |                       |                     | Хуссейн Шодієв Абдугаффор Сатторович Юлдашев |
| 2014  | 1-й  | 8-ме  | 18   | 3    | 6    | 9    | 14   | 27   | 15   |                    | Алія Сілла            | 6                   | Абдугаффор Сатторович Юлдашев                |
| 2015  | 1-й  | 6-те  | 18   | 8    | 2    | 8    | 18   | 22   | 26   | 1/2 фіналу         | Давронджон Тухтасунов | 8                   | Абдугаффор Сатторович Юлдашев                |

## Виступи на континентальних турнірах
| Сезон     | Змагання                    | Раунд        |            | Клуб             | 1-й матч | 2-й матч | Всього |
| --------- | --------------------------- | ------------ | ---------- | ---------------- | -------- | -------- | ------ |
| 1996—1997 | Азійський клубний чемпіонат | Перший раунд | Узбекистан | Нефтчі (Фергана) | 1–4      | 1–4      | 2–8    |

## Відомі люди

### Відомі футболісти
| 1960-ті рр. - Вадим Гурко - Віктор Фролов - Ісаак Гурман - Григорій Мартян - Толіб Набієв - Юрій Пекшев - Григорій Петренко - Салімджон Султанов - Юрій Федосов - Олег Хабі - Франц Церр - В'ячеслав Корольов - Юрій Ринков - Раїмджон Хамідов | 1970-ті рр. - / Едгар Гесс - / Володимир Гулямхайдаров - Володимир Тростенюк - Нуритдін Амрієв - Олександр Погорєлов - Володимир Макаров - Геннадій Черевченко - Михайло Христич - Станіслав Карасьов - / В'ячеслав Мосягін - Леонід Кириленко - Анатолій Родіонов - Олександр Тарбаєв - Даврон Курбонов - Віктор Раїмджонов - Мунір Саліхов - Шухрат Азамов - Валерій Ананьїн | 1980-ті рр. - / Олексій Чередник - / Олег Малюков - / Олександр Азімов - / Юрій Батуренко - / Анатолій Воловоденко - Володимир Долганов - / Володимир Єрмолаєв - / Сергій Ібадуллаєв - / Андрій Мананников - / Вазген Манасян - / Абдулло Мурадов - / Мухсин Мухамадієв - / Алімджон Рафіков - / Рашид Рахімов - / Володимир Сисенко - / Валерій Турсунов - / Олег Ширинбеков - / Хакім Фузайлов - / Абдугаффор Саторович Юлдашев - /Сергій Манаков - /Нариман Палабуюк - / Валерій Саричев - /Олександр Пилюгин | 1990-ті рр. - / Дамір Камалетдінов - / Рахматулло Фузайлов - / Сергій Мандреко - / Чарияр Мухадов - / Василь Постнов - / Арсен Аваков - / Георгій Тахохов - / Умед Алідодов - / Шухрат Мамаджанов - / Толіб Якубов |

### Відомі тренери
| - Георгій Мазанов (1950) - В. Аржаков, М. Меровщиков (1956) - І. Г. Кочетков, М. Г. Потапов (1957) - Ю. В. Єфремов, Е. Ф. Коробов (1958-59) - М. А. Альошин (1960) - Е. Ф. Коробов (1961-63) - М. Г. Потапов (1964) - Зазроєв Андрій Іванович (1964-66) - Володимир Алякринський (1967) - Іван Ларін (1968—1971, до липня) - Яків Капров (1971, з липня; 1973, червень-вересень) - Ахмед Аласкаров (1972—1973, до червня) - Іштван Секеч (1973, з вересня — 1978, до вересня) | - Марк Туніс (1978, з вересня — 1981, до липня) - Володимир Гулямхайдаров (1981, з липня — 1983, до червня) - Юрій Сьомін (1983, з червня — 1985) - Шаріф Назаров (1986-88, до листопада; 1990-93) - Олег Хабі (1988, з листопада — 1989) - Дамір Камалетдінов (1998—2005) - Кентджа Хаїтов (2005) - Абдугаффор Саторович Юлдашев (2009) - Володимир Уткін (2011, серпень—грудень) - Алієр Ашурмамадов (2012, з березня) - Хусейн Шодієв (2013, з січня — 2013, до травня) - Абдугаффор Саторович Юлдашев (2013, з липня). |